# Чжоу Ченг
Чжоу Ченг (англ. Zhou Cheng) — вымышленный персонаж, появляющийся в комиксах издательства Marvel Comics.

## История публикации
Чжоу Ченг впервые появляется в The Immortal Iron Fist #17 и был создан Дуэйном Сверчински и Трэвелом Фореманом.

## Вымышленная биография
Чжоу Ченг убивает предыдущего Железного Кулака в течение семидесяти пяти лет. Он находился под контролем сознания Цинь-Линя и попытался захватить и убить предка Дэнни Рэнда Орсона Рэндалла и украсть его сердце. Его причина заключалась в том, что он мог получить доступ к яйцу Дракона, чтобы его хозяин потреблял его. Он нападает на Дэнни в его тридцать третий день рождения, но его останавливают объединённые усилия Люка Кейджа, Мисти Найт и Колин Винг. Затем он атаковал Громовое Додзё, чтобы выманить Дэнни, но Дэнни принёс Бессмертное Оружие, чтобы помочь ему. Чжоу был способен ощутить Чи Дэнни, но не смог обнаружить Бессмертное Оружие, которое сорвало его планы.
Позже выяснилось, что он тайно завладел Rand Corp. вместе с секретаршей Дэнни Надин, которая также была подругой Чжоу. Они пытались отравить Дэнни через его чай, но его снова спасли Кейдж и Найт. Чжоу игнорирует Надин после того, как она показывает, что она беременна и продолжает бороться с Дэнни до смерти. Дэнни побеждает и убивает Чжоу, когда он решает не использовать свой Чи, Чжоу смог победить Дэнни, ощутив энергию своего Чи и ожидая его движения.

## Вне комиксов
Чжоу Ченг появляется в телесериале Железный кулак играет персонажа Льюис Тан, который первоначально пробовался на роль. Чжоу Ченг появляется в эпизоде «Благословение многих разрушений», как «присяжный защитник Руки» под прежним союзником Уилсона Фиска Мадам Гао, охраняющим одно из её объектов в Китае. Хотя он был пьян, он начал одолевать Железного Кулака, прежде чем он был брошен в дверь им и жестоко избит.